# CIVITAS

Logo von CIVITAS

CIVITAS war ein Teilprogramm des 2001 von der rot-grünen, deutschen Bundesregierung gestarteten Aktionsprogrammes Jugend für Toleranz und Demokratie. Das Programm lief 2006 wie geplant aus.

## Förderziele
CIVITAS förderte Projekte in den Bereichen:
- Mobile Beratungsteams in den neuen Bundesländern
- Beratung von Opfern rechtsextremer Straf- und Gewalttaten in den neuen Bundesländern
- Stärkung und Entwicklung zivilgesellschaftlicher, demokratischer Strukturen im Gemeinwesen
- Vernetzung des zivilgesellschaftlichen Engagements im Gemeinwesen
- Überregionale Modellprojekte

Seit Programmbeginn wurden 1680 Projekte in den neuen Bundesländern gefördert.

## Finanzierung
Die Bundesregierung stellte bis 2006 rund 52 Millionen Euro für CIVITAS-Projekte zur Verfügung.